# الکساندر فن تسملینسکی
الکساندر فن تسملینسکی (انگلیسی: Alexander von Zemlinsky؛ ۱۴ اکتبر ۱۸۷۱ – ۱۵ مارس ۱۹۴۲) یک آهنگساز اهل اتریش بود.